# الله وردي خان (ألاداغ)
الله وردي خان (بالفارسية: الله‌وردی‌خان) هي قرية تقع في إيران في قسم ألاداغ الريفي. يقدر عدد سكانها بـ 1,071 نسمة .